# Euchologion

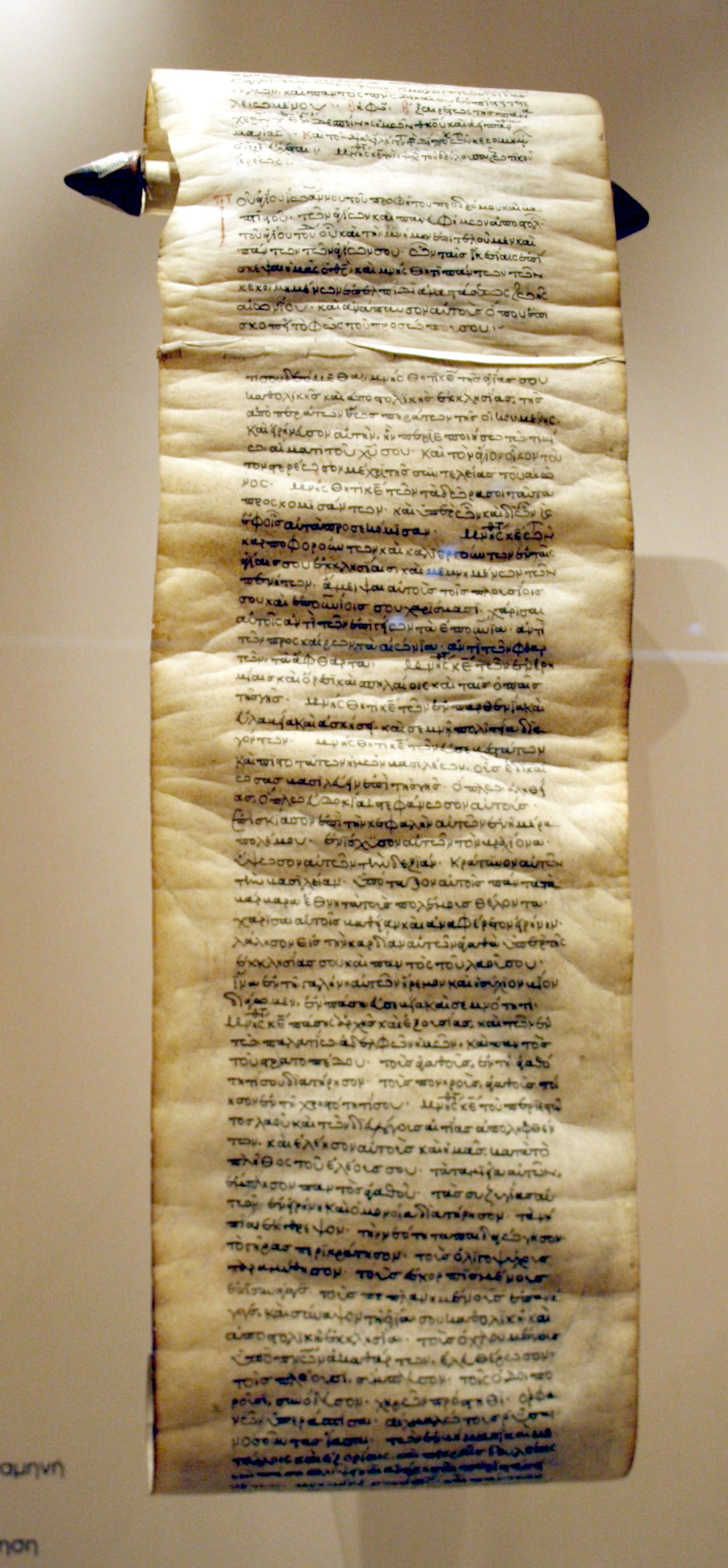
Bizantyjska rola liturgiczna, XIII wiek

Euchologion (gr. euche „modlitwa”, lego „zbieram”) – prawosławna księga liturgiczna przeznaczona dla kapłanów i diakonów, zawierająca porządek liturgii, sakramentów i poświęceń (wielki euchologion) lub tylko sakramentów i poświęceń (mały euchologion); odpowiednik Rytuału Rzymskiego.